# Kirstie Alley
Kirstie Louise Alley (sinh ngày 12 tháng 1 năm 1951 - mất ngày 5 tháng 12 năm 2022) là diễn viên người Mỹ. Her breakout role was as Rebecca Howe in the NBC sitcom Cheers (1987–1993), for which she received an Emmy Award and a Golden Globe in 1991. From 1997 to 2000, she starred as the lead in the sitcom Veronica's Closet, earning additional Emmy and Golden Globe nominations. On film, she was perhaps best known for her role as Mollie Jensen in Look Who's Talking (1989) and its two sequels, Look Who's Talking Too (1990) and Look Who's Talking Now (1993).
Throughout the 1980s and 1990s, Alley appeared in various films, including Star Trek II: The Wrath of Khan (1982), Summer School (1987), Shoot to Kill (1988), Madhouse (1990), Sibling Rivalry (1990), Village of the Damned (1995), It Takes Two (1995), Deconstructing Harry (1997), For Richer or Poorer (1997), and Drop Dead Gorgeous (1999).
Alley won her second Emmy Award in 1994 for the television film David's Mother. In 1997, Alley received another Emmy nomination for her work in the crime drama series The Last Don. In 2005, she played a fictionalized version of herself on Showtime's Fat Actress. In 2013, Alley returned to acting with the title role on the sitcom Kirstie. In 2016, she appeared on the Fox comedy horror series Scream Queens.
She also appeared in reality television including Kirstie Alley's Big Life (2010) and served as a contestant on the 12th season of Dancing with the Stars (2011–2012), where she finished in second place, behind Hines Ward, and the 22nd series of the British reality show Celebrity Big Brother (2018), in which she finished as runner-up. In 2022, she appeared on The Masked Singer.

## Danh sách phim

### Điện ảnh
| Năm  | Tên                             | Vai                        | Ghi chú             |
| ---- | ------------------------------- | -------------------------- | ------------------- |
| 1982 | Star Trek II: The Wrath of Khan | Saavik                     |                     |
| 1983 | One More Chance                 | Sheila                     |                     |
| 1984 | Champions                       | Barbara                    |                     |
| 1984 | Blind Date                      | Claire Simpson             |                     |
| 1984 | Runaway                         | Jackie Rogers              |                     |
| 1987 | Summer School                   | Ms. Robin Elizabeth Bishop |                     |
| 1988 | She's Having a Baby             | (Chính mình)               | Không được ghi danh |
| 1988 | Shoot to Kill                   | Sarah Rennell              |                     |
| 1989 | Loverboy                        | Dr. Joyce Palmer           |                     |
| 1989 | Look Who's Talking              | Mollie                     |                     |
| 1990 | Madhouse                        | Jessie Bannister           |                     |
| 1990 | Sibling Rivalry                 | Marjorie Turner            |                     |
| 1990 | Look Who's Talking Too          | Mollie                     |                     |
| 1993 | Look Who's Talking Now          | Mollie                     |                     |
| 1995 | Village of the Damned           | Dr. Susan Verner           |                     |
| 1995 | It Takes Two                    | Diane Barrows              |                     |
| 1996 | Sticks & Stones                 | Joeys Mom                  |                     |
| 1997 | Nevada                          | McGill                     | Đồng sản xuất       |
| 1997 | Deconstructing Harry            | Joan                       |                     |
| 1997 | For Richer or Poorer            | Caroline Sexton            |                     |
| 1999 | The Mao Game                    | Diane Highland             |                     |
| 1999 | Drop Dead Gorgeous              | Gladys Leeman              |                     |
| 2004 | Back by Midnight                | Gloria Beaumont            |                     |
| 2013 | Syrup                           | (Chính mình)               |                     |
| 2015 | Accidental Love                 | Aunt Rita                  |                     |